# Mekong Capital
Mekong Capital là một công ty vốn tư nhân tập trung vào Việt Nam. Hoạt động tại Việt Nam từ năm 2001, Mekong Capital là một trong những công ty cổ phần tư nhân đầu tiên tham gia đầu tư vào Việt Nam và đã hoàn thành 42 khoản đầu tư vốn cổ phần tư nhân, trong đó có 28 khoản thoái vốn toàn phần, thông qua 5 quỹ với hơn 60 nhân viên toàn thời gian. Mekong Capital có văn phòng tại Thành phố Hồ Chí Minh và Hà Nội. Tập trung vào các công ty sản xuất cho đến năm 2005, Mekong Capital chuyển trọng tâm sang các doanh nghiệp hướng đến người tiêu dùng trong năm 2006. Mekong Capital được biết đến như một công ty cổ phần tư nhân đã đầu tư các nguồn lực quan trọng vào việc phát triển văn hóa doanh nghiệp của mình, và trong văn hóa doanh nghiệp của các công ty danh mục đầu tư của mình, và là chủ đề của một số nghiên cứu điển hình.
Mekong Capital đã giành được các giải thưởng của Private Equity International trong 5 năm liên tiếp, bao gồm Giải thưởng cải thiện hoạt động cho các công ty vốn nhỏ châu Á năm 2013, Công ty thị trường của năm 2014, Giải thưởng hoạt động xuất sắc trong năm 2015 cho hạng mục nhỏ châu Á-Thái Bình Dương, Công ty thị trường Frontier của năm ở châu Á năm 2016 và hoạt động xuất sắc cho khoản đầu tư vốn nhỏ ở châu Á năm 2017.
Mekong Capital được Chris Freund  thành lập vào năm 2001. Chris Freund trước đây làm việc với Templeton Asset Management, có trụ sở tại Việt Nam và Singapore, từ năm 1995 đến 2001.